# NSW League One
La NSW League One, nota anche come NSW League 1, è il secondo livello calcistico nello stato del Nuovo Galles del Sud e il quarto in Australia. A livello nazionale, è di un grado inferiore alla NPL NSW. Il campionato è diretto dalla Football NSW, la federazione dello Stato.

## Storia
Nel 2021, la Football NSW annuncia l'espansione della propria piramide calcistica, introducendo una nuova seconda divisione statale legata alla NPL NSW tramite un sistema di promozioni/retrocessioni.

## Squadre partecipanti
Stagione 2025.
- Bankstown City
- Blacktown Spartans
- Bonnyrigg White Eagles
- Bulls Academy
- Canterbury Bankstown
- Dulwich Hill
- Hakoah Sydney City East
- Hills Brumbies
- Inter Lions
- Macarthur Rams
- Mounties Wanderers
- Newcastle Jets Youth
- Northern Tigers
- Rydalmere Lions
- SD Raiders
- UNSW

## Albo d'oro

### Vincitori della NSW League 1
- 2022 -  St. George City
- 2023 -  Hills Brumbies
- 2024 -  Mt. Druitt Town Rangers

In grassetto le squadre promosse.